# Gian Paolo Cugno
Gian Paolo Cugno (Pachino, 4 gennaio 1968) è un regista cinematografico e sceneggiatore italiano.

## Biografia
Dopo gli studi superiori si trasferisce a Roma. Qui segue un lungo apprendistato come assistente alla regia e assistente al montaggio, collaborando anche alla realizzazione di sceneggiature per il cinema. Realizza vari documentari e cortometraggi, partecipando a festival in Italia e all'estero.
Dal 2001 al 2002 è co-ideatore e co-curatore del Festival del Cinema di Frontiera in Sicilia.
Nel 2003 il cortometraggio Il volto di mia madre viene presentato alla Cinémathèque française e successivamente al Festival di Taormina.
Nel 2006 la sua sceneggiatura Salvatore - Questa è la vita diventa il suo primo lungometraggio, prodotto e distribuito dalla Walt Disney Company. Presentato alla Festa del Cinema di Roma, vince la Farfalla d'oro Agis. Cugno vince inoltre il Globo d'oro come regista rivelazione e il Biglietto d'oro per l'incasso nelle sale italiane.
Nel 2008 scrive e dirige La bella società, suo secondo film, prodotto e distribuito da Medusa Film - Mediaset.
Nel 2015 scrive e dirige il film I cantastorie, distribuito nel 2016.
Nel 2022 torna dietro la cinepresa per dirigere il film Il Caso Dramonterre, girato a Floridia in provincia di Siracusa.

## Filmografia
- Il volto di mia madre - cortometraggio (2003)
- Salvatore - Questa è la vita (2006)
- La bella società (2010)
- I cantastorie (2016)
- Il Caso Dramonterre (2022)
- Indagine di famiglia (2024)

## Opere di narrativa
- Passi nel buio, Joppolo, Milano, 1994, ISBN 8880230174
- La donna di nessuno, Edimond, Città di Castello, 1997, ISBN 8850000251